# Canto di primavera
Canto di primavera è l'ottavo album del Banco del Mutuo Soccorso, pubblicato dalla Dischi Ricordi nel 1979. Il disco fu registrato nel marzo del 1979 al CAP Studio di Milano (Italia).

## Tracce
Testi di Francesco Di Giacomo e Vittorio Nocenzi, musiche di Gianni e Vittorio Nocenzi
Lato A
1. Ciclo – 4:20
2. Canto di primavera – 5:30
3. Sono la bestia – 4:35
4. Niente – 4:00

Durata totale: 18:25
Lato B
1. E mi viene da pensare – 3:20
2. Interno città – 6:30
3. Lungo il margine – 4:50
4. Circobanda – 5:30

Durata totale: 20:10

## Formazione
Gruppo
- Francesco Di Giacomo – voce
- Vittorio Nocenzi – sintetizzatore, tastiere
- Gianni Nocenzi – pianoforte elettrico, clarinetto in Mi♭
- Rodolfo Maltese – chitarra elettrica, chitarra acustica, charango, bouzouki, tromba in Si♭, corno
- Gianni Colajacomo – basso, basso senza tasti
- Pierluigi Calderoni – batteria, timpani, percussioni
- Luigi Cinque – sax soprano, armonica, scacciapensieri

Altri musicisti
- George Aghedo – percussioni

Note aggiuntive
- Banco del Mutuo Soccorso e Luigi Mantovani – produzione
- Gianni Prudente – tecnico della registrazione[1]